# Elephantomyia (Elephantomyia) humilis
Elephantomyia (Elephantomyia) humilis is een tweevleugelige uit de familie steltmuggen (Limoniidae). De soort komt voor in het Neotropisch gebied.